# Dutse

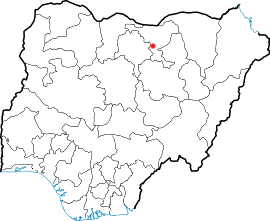
Localização de Dutse.

Dutse é uma cidade da Nigéria, capital do estado de Jigawa. Sua população é estimada em 153000.